# Avinguda del Regne de València
L'avinguda del Regne de València és una via urbana de la ciutat de València, situada entre l'avinguda del Marquès de Túria i el pont del Regne de València. També fita amb l'avinguda de Peris i Valero. Pren el nom del Regne de València. Durant la segona república (1931-1936), fou batejat 14 d'abril. I durant el franquisme, va ser batejada amb el nom de José Antonio per José Antonio Primo de Rivera.
L'any 2006 es va començar a construir la línia 10 de metro, que connecta Russafa amb Natzaret, però la Generalitat Valenciana va aturar la construcció el 2011 per manca de pressupost. Les obres van ser reanudades el juny de 2020 pel nou govern de la Generalitat., entrant la línia finalment en servei el 17 de maig de 2022.
Al cap de l'avinguda trobem el Jardí del Túria. Al fons, el barri de Russafa. Divideix en dos el districte de l'Eixample de València.